# Streitbare Demokratie
Streitbare Demokratie (strijdbare, weerbare of militante democratie) is een begrip in de Duitse politiek dat inhoudt dat de regering (Bondsregering), het Parlement (Bondsdag en Bondsraad) en het gerecht in Duitsland uitgebreide machten en ook de plicht hebben de freiheitlich-demokratische Grundordnung (liberale democratische rechtsorde) te verdedigen tegen degenen die deze willen opheffen. Het idee hierachter is dat het zelfs een politieke meerderheid niet toegestaan is een totalitair of autocratisch regime te installeren, zoals dat gebeurde met de Machtigingswet van 1933, waarmee de Rijksdag zich in feite buitenspel zetten ten bate van het kabinet-Hitler.
Meerdere artikelen in de Duitse grondwet voorzien in deze verdediging van de democratie.
- op grond van artikel 9 kan de Bondsregering groepen als verfassungsfeindlich (vijandig tegenover de grondwet) verbieden. Politieke partijen kunnen als dusdanig enkel door de hoogste rechtbank (Bundesverfassungsgericht) (federaal grondwettelijk hof) verboden worden (artikel 21 II.)
- Volgens artikel 18 kan het Bundesverfassungsgericht de basisrechten beperken van personen die de grondwettelijke orde bestrijden. Dit artikel is tot op heden (2018) nooit toegepast.
- Artikel 33 geeft de overheid, zowel de federale administraties als die van de deelstaten, de mogelijkheid personen uit de openbare dienst te weren; het zogenaamde Berufsverbot (beroepsverbod). Iedere ambtenaar zweert de grondwet en de grondwettelijke orde te verdedigen.
- Volgens artikel 20 heeft elke Duitse burger een recht van verzet tegen diegenen die de grondwettelijke orde willen opheffen, weliswaar alleen in uiterste nood.

Het in 1950 opgerichte Bundesamt für Verfassungsschutz richt zich specifiek op de verdediging van de democratische rechtsorde.